# Az álruhás kertészlány
Az álruhás kertészlány (La finta giardiniera) Mozart 1775. január 13-án, Münchenben bemutatott háromfelvonásos opera buffája. A Magyar Állami Operaház 1924-ben mutatta be a darabot, legutóbb pedig 2004-ben újították fel az Erkel Színházban.

## Az opera története
A bajor udvari színházak főintendánsa Joseph Anton von Seeau gróf 1774 augusztusában vagy szeptemberében kérte fel Mozartot egy, a következő évi müncheni karneváli szezonra komponálandó opera buffa megírására. A zeneszerző elvállalta a feladatot annak ellenére, hogy ekkoriban még inkább az opera seria iránt mutatott érdeklődést. A kor szokásainak megfelelően a szép munkadíj fejében beleegyezett a megrendelő által felkínált librettó megzenésítésébe.
A szövegkönyv szerzőjét pontosan nem tudták azonosítani. Egyesek[pontosabban?] úgy gondolják, hogy Ranieri de’ Calzabigi műve, aki Gluck operáinak volt gyakorlott szövegkönyvírója, az ő munkáját dolgozta volna át Marco Coltellini, aki A színlelt együgyű című Mozart opera szövegét is készítette. Más kutatók azonban Giuseppe Petrosellini abbét vélik az opera szövegkönyvírójának. Ugyanis az abbé librettója alapján készült nem sokkal Mozart operája előtt Pasquale Anfossi (1727–1797) azonos című operája (amit manapság kuriózumként alkalmanként szintén elő szoktak venni). Egy harmadik feltételezés szerint Petrosellini munkája német fordításban jutott el a megrendelőhöz, s ennek alapján Mozart a német változatot vagy annak olaszra visszafordított változatát kaphatta kézhez.
A darab ősbemutatója tisztes, de nem átütő sikert aratott. Ezután mindössze három előadást ért meg, a harmadik alkalommal az egyik énekesnő megbetegedett, ezért a művet csak részleteiben adták elő. 1780-ban Mozart Johannes Böhm utazó operatársulata számára átdolgozta az operát: az eredeti olasz nyelvű librettót németre fordították, illetve a zenét az utazó társulat igényeihez alkalmazkodva egyszerűsítette a szerző, a recitativókat prózai párbeszédekkel helyettesítette (tulajdonképpen Singspiellé dolgozta át a művet). Ebben a formában adták elő a művet Augsburgban még 1780-ban, majd két évvel később Frankfurtban, aztán Mainzban (1789), végül 1796-ban Prágában. A prágai előadás után azonban hosszú időre eltűnt az opera színpadokról. A 19. században is német fordításban játszották a darabot: 1891-ben Bécsben, 1892-ben Brémában, 1893-ban Bázelben és Berlinben, 1896-ban Grazban.
A 20. században Bernhadr Paumgartner (1887–1971) osztrák zenetörténész rekonstruálta az eredeti, 1775-ben bemutatott verziót. Az eredeti huszonnyolc számból huszonhármat csinált, ezeket secco recitativókkal kötötte össze. Munkáját nehezítette, hogy az opera nagy részének nem volt meg az eredeti autográf kézirata. Az első felvonást teljes egészében korabeli másolatok alapján kellett összeállítania. A kilencvenes évek elejére azonban sikerült kritikailag is kifogástalanul rekonstruálni a darabot. Az 1991-ben megjelent, Nikolaus Harnoncourt vezényelte felvétel már ezt szólaltatta meg.

## Az opera szereplői
| Szereplő                                                | Hangfekvés       |
| ------------------------------------------------------- | ---------------- |
| Don Anchise, Lagonero polgármestere                     | tenor            |
| Violenta Onesti Márkinő (Sandrina néven kertészlány)    | koloratúrszoprán |
| Belfiore gróf                                           | tenor            |
| Arminda, a polgármester unokahúga                       | szoprán          |
| Ramiro lovag                                            | mezzoszoprán     |
| Serpetta, a polgármester szobalánya                     | szoprán          |
| Roberto, a márkinő szolgája (Nardo néven kertész segéd) | basszus          |

- Történik: a 18. században
- Játékidő: három óra tizenöt perc

## Az opera cselekménye

### I. felvonás
Don Anchise házában Arminda esküvőjére készülődnek. Az ünnepségre érkezik Ramiro lovag, a polgármester barátja is, akit nagy bánat ért: beleszeretett egy lányba, aki rövid idő után kiadta az útját. Don Anchisének új kertészlánya van, akibe teljesen belehabarodott. Sandrino valójában Violante Oneste márkinő, akit szerelme, Belfiore gróf, egy féltékenységi rohamában egy évvel ezelőtt kardjával megsebzett. A gróf azt hitte megölte kedvesét, ezért menekülőre fogta. Violante azonban hűséges maradt szerelméhez, és amikor megtudta, hogy Belfiore Lagoneróba ment, a helyi polgármesternél vállalt szolgálatot. Szolgája is elkísérte, aki most Nardo álnéven kertész segéd.
Roberto közben beleszeretett Serpettába, a polgármester szobalányába, aki viszont Don Anchisbe szerelmes és egyre féltékenyebben figyeli, hogy a polgármester a kertészlány körül forgolódik. Sandrina egyre terhesebbnek érzi Don Anchise udvarlását, ezért fel akarja adni itteni állását. Közben megérkezik az ifjú pár is. Arminda mindjárt bizalmába fogadja a kertészlányt és mesélni kezd neki vőlegényéről, aki nem más, mint Belfiore gróf. Amikor ezt Sandrina megtudja az ájulás kezdi kerülgetni.
Arminda segítségért szalad, majd a gróf lép színre akinek egyből feltűnik holt kedves és a kertészlány közti hasonlóság. Ezután Ramiro jelenik meg, aki Armindában ismeri fel az őt kikosarazó lányt. Közben megérkezik a polgármester is, aki Sandrina reakcióját a grófi iránt lángra lobbant szerelem jelének véli. Serpetta úgy látja végre félre állíthatja képzelt riválisát, ezért elkezdi szítani Don Anchise gyanúját és kijelenti, hogy a grófot és a kertészlányt kettesben találta. Erre Arminda is igazolva érzi gyanúját vőlegénye hűtlen természetéről. Sandrina megrázkódtatása következtében képtelen feltárni igazi személyazonosságát, így a szerelmesek anélkül távoznak, hogy tisztázni tudták volna a helyzetet.

### II. felvonás
A polgármester megkéri Sandrina kezét, de az kosarat ad neki. Arminda közben újra gondolta kapcsolatát Belfiore gróffal és csak úgy hajlandó az esküvőre, ha vőlegénye feltétlen hűséget fogad neki. A gróf azonban már nem biztos benne, hogy akarja a házasságot. Ezután Ramiro lép színre egy levéllel, ami azt bizonyítja, hogy a gróf gyilkosságot követett el, amiért bíróság előtt kell felelnie. A polgármester azt tanácsolja unokahúgának várjanak addig az esküvővel, amíg nem tisztázódik az ügy és vizsgálóbíróként hozzá lát a gróf kihallgatásához. A jelenetet Sandrina szakítja félbe és bejelenti, hogy ő a meggyilkoltnak hitt Violante. Belfiore bűnbánóként siet hozzá, de a lány visszautasítja, mert a gróf jegyese immár Arminda. Ezután Violante kihasználja az általános elképedést és eltűnik. Egy pillanatnyi szünet után a társaság a keresésére indul.
A lelkileg megsebzett és fizikailag kimerült Violenta egy sötét ligetbe menekült. Majd a többiek is sorra felbukkannak. A sötétben azonban egymást kezdik elkergetni, egymást fogják és eresztik el újra és újra, míg nem Violenta és Belfiore egymásra nem talál a kergetőzésben.

### III. felvonás
Ramiro végre célba ért: Arminda megadta magát és hajlandó a felesége lenni. Közben Violente-Sandrina is visszanyerte lelki nyugalmát és boldogan fogadta vissza kegyeibe Belfiore grófot. És végül nincs már semmi akadálya Roberto és Serpetta egymásra találásának sem. A polgármester viszont hoppon maradt és amíg a többiek Violenta bátorságát és nagylelkűségét dicsérik, ő neki csak egy reménysége maradt: egy újabb kertészlány felbukkanása.

## Az opera zenéje
Az álruhás kertészlány zenéje még alapjában véve az opera seria hagyományait követte, csak néhány mozgalmas együttes utal a vidám alaphangulatra. A szereplők inkább típusok, nincsenek egyénítve. Sandrina például öt, teljesen különböző stílusú áriát kap, attól függően, hogy éppen milyen szerepet ölt magára. Mozart sztereotípiákban és kategóriákban gondolkozott, nem annyira húsvér szereplők, mint inkább hangszínek jártak a fejében komponálás közben. Nagy hiba volt a zeneszerző részéről, hogy minden változtatás nélkül elfogadta a sablonos, esztétikailag nem túl magas színvonalú librettót.
Az I. és II. felvonás ritmikailag és a hangszerelést tekintve egyaránt jobban sikerült részletei az operának, de a később nagy operákhoz képest még nem igazi mozarti finálék. Híján vannak a szólamok ellenpontjának, a szereplők nem egyszerre, hanem egymás után, szép sorban énekelnek. Az egész darabra jellemző, hogy nem a nagy együttesek hanem az áriák dominálnak. Az egyik legjobban kidolgozott, technikás futamokkal tarkított szólam Belfiore grófé. A dallamok még nem igazán behízelgőek, hiányzik belőlük az ötlet gazdagság is, valamint a kíséret szín- és érzelemgazdagsága. Néhány részlet azonban határozott előre lépest mutatott a későbbi nagy Mozart operák felé.
Mozart néhány helyen követte Anfossi egy évvel korában bemutatott művét, de egyes részletekben kifejezetten is határolódott tőle. Sok tekintetben túllépte az opera buffa műfaji kereteit: hangsúlyosan törekedett a karakter- (de nem az egyénített jellem-)ábrázolásra, több esetben drámain dolgozta ki az áriákat és az együttesekben megmutatkozott a zeneszerző hajlama a komolyságra. Azonban nem tudta megvalósítani a kitűzött célt, vagyis az opera seria és az opera buffa közös stiláris rétegei közötti egyensúlyt.

## Átdolgozása: Mirandolina
Hevesi Sándor (aki 1912-től az Operaházban főrendezőként Mozart-felújításokkal is foglalkozott, de ebben az időben már a Nemzeti Színház igazgatója volt) az operaként kevésbé sikeres művet Carlo Goldoni A fogadósnő című prózai vígjátékának a szövegét is beledolgozva átírta.
Az új mű címe Mirandolina lett, melyet 1924. november 27-én mutatták be az Operaházban, Hevesi rendezésében, Tittel Bernát vezényletével. A címszerepet Sándor Erzsi énekelte, Ripafratta lovagot Pataky Kálmán énekelte, Forlipopoli őrgróf és Albafiorita gróf komikus kettősét Szende Ferenc és Gábor József adták, a két vándorszínésznőt Halász Gitta és Maleczky Bianka énekelte, a szerelmes ifjú pincért Marschalkó Rózsi játsszatta.